# Präsidialamt der Ukraine

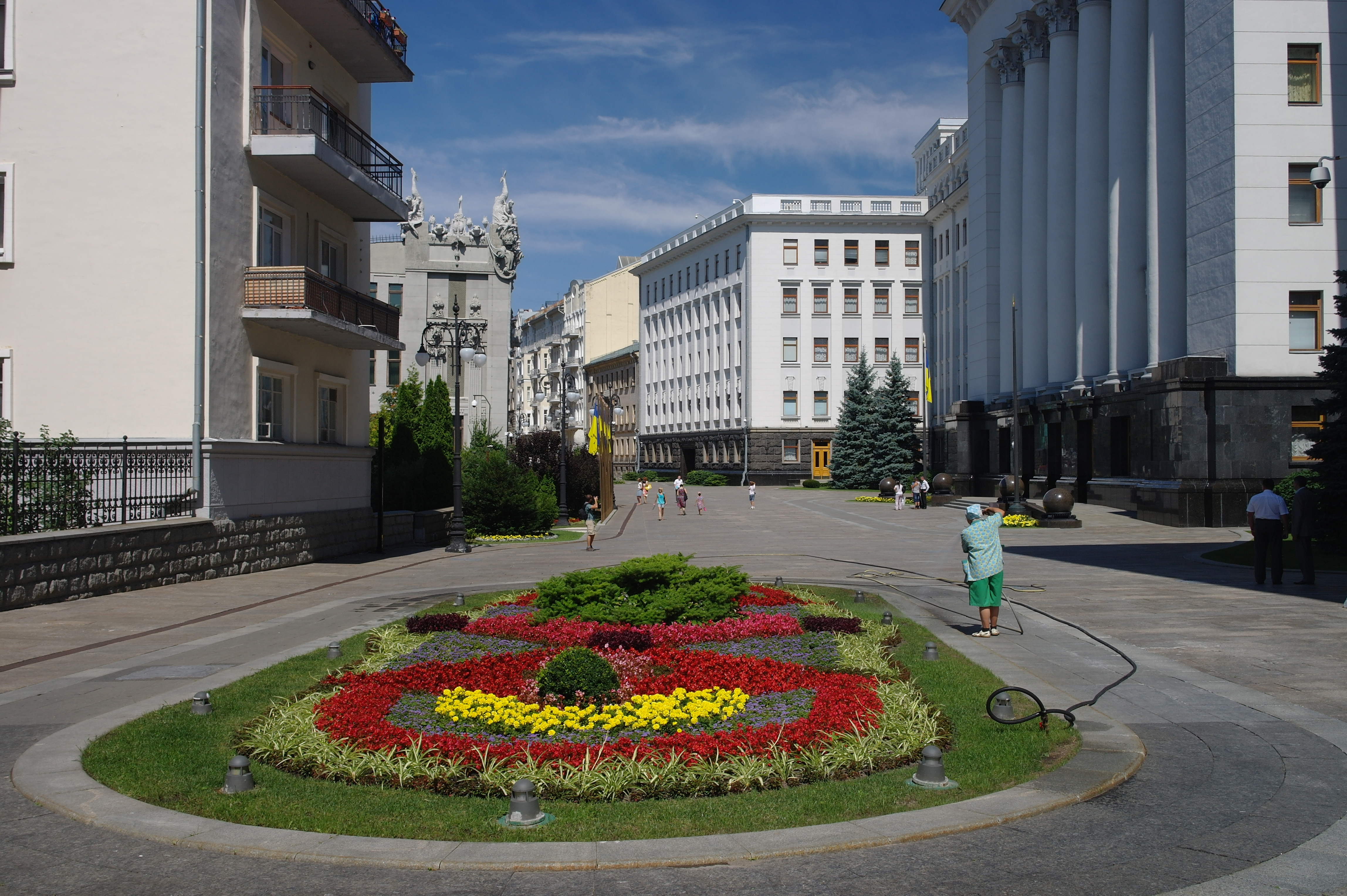
Blick in die Bankowa-Straße mit dem Haus mit den Chimären links und dem Präsidialamt rechts

Das Präsidialamt der Ukraine (ukrainisch Офіс Президента України/ Ofis Presydenta Ukrajiny informell auch Bankowa/Банкова) ist die Behörde des Präsidenten der Ukraine in der ukrainischen Hauptstadt Kiew.

## Aufgaben
Die Aufgabe des Präsidialamtes besteht in der Unterstützung der Präsidenten, indem es Verwaltungs-, Beratungs-, Analyse- und Rechtshilfe für den Präsidenten übernimmt. Das Präsidialamt organisiert die Kommunikation und offiziellen Erklärungen zwischen dem Präsidenten und dem Parlament, dem Ministerkabinett, dem Verfassungsgericht, lokalen Behörden und anderen Institutionen.
Leiter der Behörde ist seit dem 11. Februar 2020 Andrij Jermak.

## Lage
Das Präsidialamt befindet sich in der Kiewer Innenstadt auf der Wulyzja Bankowa (Вулиця Банкова) 11 gegenüber dem Haus mit den Chimären und neben dem Haus der weinenden Witwe.

## Gebäude
Das Gebäude des Präsidialamts entstand nach dem Entwurf des Charkiwer Architekten Serhij Hryhor'jew zwischen 1936 und 1939 durch die Aufstockung und den Zusammenbau von zwei- und dreistöckigen Gebäuden, die im Jahr 1877 für den Stab des Kiewer Militärbezirks errichtet wurden. Es vereint Elemente des Klassizismus und des ukrainischen Barocks. Es besteht aus einem sechsgeschossigen Mittelteil mit sechs korinthischen Säulen und zwei Seitenflügeln mit je fünf Geschossen und Arkadenloggias.
Nach dem Zweiten Weltkrieg war das Gebäude bis zur Unabhängigkeit der Ukraine Sitz des Zentralkomitees der Kommunistischen Partei der Ukraine. Unter anderem hatte hier Nikita Chruschtschow sein Büro. Leonid Krawtschuk, der erste Präsident der unabhängigen Ukraine, erklärte das Gebäude am 13. Dezember 1991 zum Gebäude des Präsidialamts der Ukraine, das hier am 8. Januar 1992 seine Arbeit aufnahm.

## Leiter der Präsidialverwaltung(seit September 2005)
| Leiter des Sekretariats des Präsidenten der Ukraine | Amtszeit                                |               |
| --------------------------------------------------- | --------------------------------------- | ------------- |
| Oleh Rybatschuk                                     | 22. September 2005 – 15. September 2006 |               |
| Wiktor Baloha                                       | 15. September 2006 – 19. Mai 2009       |               |
| Wira Uljantschenko                                  | 19. Mai 2009 – 24. Februar 2010         |               |
| Leiter der Präsidialverwaltung                      | Amtszeit                                |               |
| Serhij Ljowotschkin                                 | 25. Februar 2010 – 17. Januar 2014      | [ 4 ] [ 5 ]   |
| Andrij Kljujew                                      | 24. Januar 2014 – 26. Februar 2014      | [ 6 ] [ 7 ]   |
| Oleh Rafalskyj                                      | 26. Februar 2014 – 5. März 2014         | [ 8 ]         |
| Serhij Paschynskyj                                  | 5. März 2014 – 10. Juni 2014            | [ 9 ] [ 10 ]  |
| Borys Loschkin                                      | 10. Juni 2014 – 29. August 2016         | [ 11 ] [ 12 ] |
| Ihor Rajnin                                         | 29. August 2016 – 21. Mai 2019          |               |
| Andrij Bohdan                                       | 21. Mai 2019 – 11. Februar 2020         | [ 13 ]        |
| Andrij Jermak                                       | seit 11. Februar 2020                   | [ 1 ]         |